# Main Group Metal Chemistry
Main Group Metal Chemistry ist eine seit 1994 erscheinende Peer-Review-Fachzeitschrift, die Kurzmitteilungen, Originalarbeiten und Übersichtsartikel aus den Gebieten der Hauptgruppenmetallchemie und der Chemie der Halbmetalle veröffentlicht. Die Zeitschrift wird vom Verlag de Gruyter herausgegeben und hatte 2019 einen Impact Factor von 0.558. Herausgeber der Zeitschrift ist Klaus Jurkschat. Seit 2010 ist Jens Beckmann Mitglied des Redaktionsausschusses.
Seit 2020 ist die Zeitschrift Open-Access verfügbar, Autoren müssen eine Article Processing Charge bezahlen.